# Anton Aškerc
Anton Aškerc, noto anche con lo pseudonimo di Gorazd (Rimske Toplice, 9 gennaio 1856 – Lubiana, 10 giugno 1912), è stato un poeta e presbitero sloveno.

## Biografia

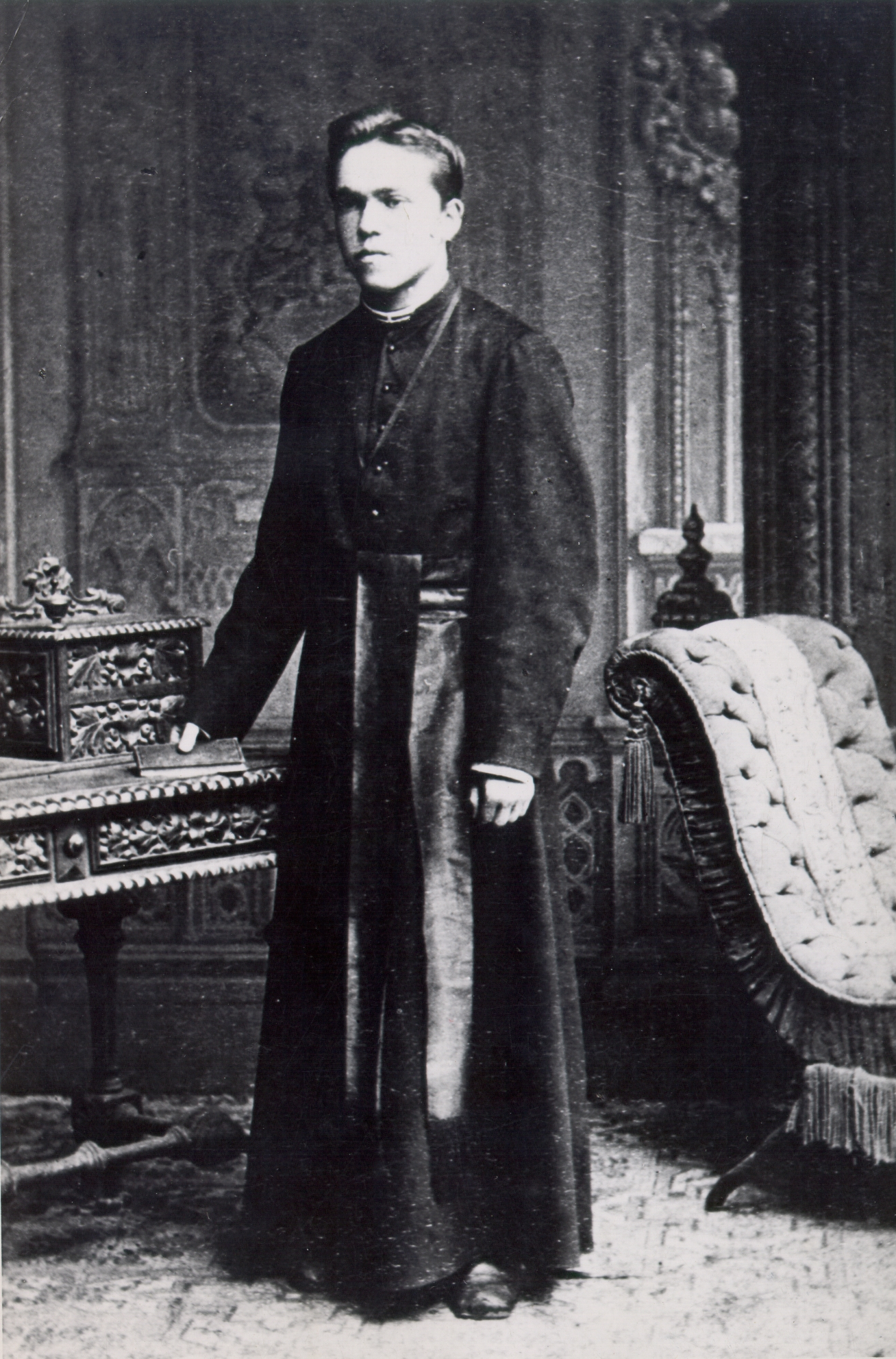
Anton Aškerc nel 1870

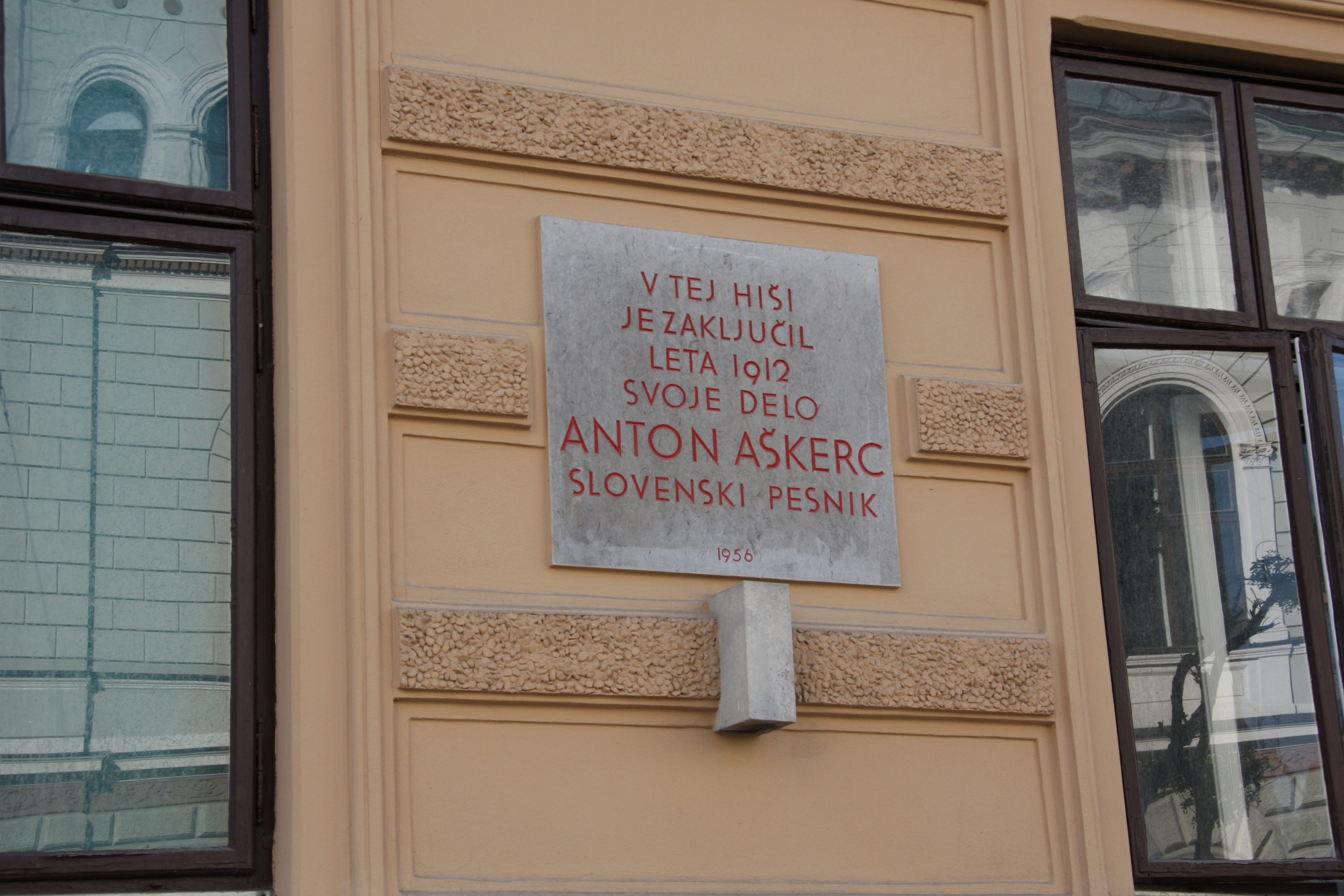
Targa commemorativa a Lubiana

Anton Aškerc nacque il 9 gennaio 1856 a Rimske Toplice, presso Laško.
Svolse gli studi primari a Celje, prima di dedicarsi agli studi di teologia, dal 1877 al 1881 a Maribor.
Terminati gli studi teologici Aškerc lavorò come cappellano in vari luoghi dal 1881 al 1898: a Podsreda (1881-1883), a Šmarje pri Jelšah (1883-1889), a Senčak pri Juršincih nel 1889-1891, a Vitanje (1891-1892), a Šmarjeta pri Celju (1892-1894), in Loke pri Mozirju (1894-1898),dopo di che fu archivista a Lubiana fino alla morte.
Durante la sua vita ha visitato molti paesi: la Croazia nel 1886, la Bosnia (Sarajevo), la Serbia (Belgrado); nel 1889 in Slovacchia, proseguendo verso Budapest e la Polonia (Cracovia); nel 1893 in Bulgaria, in Turchia; nel 1899 in Italia (Venezia, Capri, Firenze, Napoli, Pompei, Roma); nel 1901-1902 in Russia (con una visita a Kiev, Mosca, San Pietroburgo e Sebastopoli), nel 1901 in Crimea e nel 1902 in Caucaso, nel 1903 in Francia (Parigi), nel 1906 in Egitto, nel 1908 in Grecia (Atene, Corinto).
Aškerc scrisse la sua prima poesia Ss. Cirillo e Metodio (Sv. Ciril in Metod, 1877), versi di argomento religioso, a cui segurono la lirica Tre passeggeri (Trije potniki, 1880), con lo pseudonimo di Gorazd, che usò spesso, Sonet (1881) e Anka (1883).
Questi suoi esordi suscitarono l'attenzione del critico e storico della letteratura Fran Levec, che gli consigliò di dedicarsi al genere epico.
Nell'arco di pochi anni scrisse il suo capolavoro, intitolato Ballate e romanze (Balade in romance, 1890), in cui cambiò il suo stile compositivo, passando dalla retorica e da una interiore vacuità, a contenuti più elevati: senza allontanarsi troppo dal mondo spirituale e del sacro, Aškerc rintracciò nella realtà sociale la migliore manifestazione della personalità umana; quindi ogni azione umana diventa un elemento storico e di valore che dura nel tempo, una orma nella materia plasmata dalla volontà dell'uomo.

Aškerc sostenne la libertà politica, religiosa, economica degli uomini, oltre che la libertà di pensiero. Tra le tematiche storiche, popolaresche, presenti nelle Ballate e romanze, brillò per espressività e per forza evocativa il ciclo de La vecchia legge (Stara pravda), derivato dalla insurrezione popolare dei contadini sloveni avvenuta nel 1572, che rivendicavano i loro diritti, e che terminò con la morte del loro capo.
Questa opera ricevette qualche critica da parte delle autorità cattoliche, ma l'autore comunque proseguì la sua carriera con le Poesie liriche ed epiche (Lirske in epske poezije, 1896), con le Nuove poesie (Nove poezije, 1900), con L'aricorno (Zlatorog, 1904), con Martiri (Mučeniki, 1905), Perle dell'Adriatico (Jadranske bizeri, 1907), con L'ultimo conte di Celje (Poslednji Celian, 1912), nelle quali Aškerc evidenziò un lieve manierismo.
Negli ultimi anni di vita Aškerc aderì e sostenne le teorie slavofile.

## Opere
- Ss. Cirillo e Metodio (Sv. Ciril in Metod, 1877);
- Tre passeggeri (Trije potniki, 1880);
- Sonet (1881);
- Anka (1883);
- Ballate e romanze (Balade in romance, 1890);
- Poesie liriche ed epiche (Lirske in epske poezije, 1896);
- Nuove poesie (Nove poezije, 1900);
- L'aricorno (Zlatorog, 1904);
- Martiri (Mučeniki, 1905);
- Perle dell'Adriatico (Jadranske bizeri, 1907);
- L'ultimo conte di Celje (Poslednji Celian, 1912).